# Dioxolane
Les dioxolanes sont une famille de composés organiques hétérocyliques, comportant un cycle de 5 atomes dont deux atomes d'oxygène. Les composés parents sont le 1,2-dioxolane de numéro CAS #4362-13-4 et le 1,3-dioxolane, CAS #646-06-0 .
Le 1,3-dioxolane ne possédant pas deux atomes d'oxygène vicinaux (voisins ou consécutifs), n'est donc pas un peroxyde et à ce titre est stable, contrairement au 1,2-dioxolane, un peroxyde instable.
 Le 1,3-dioxolane est utilisé comme solvant et comme un comonomère dans les polyacétals.
Certains produits naturels comme le sporol et son isomère le néosporol présentent, dans leur struc- ture, des cycles 1,3-dioxolane.

## Synthèse
Le 1,3-dioxolane peut être obtenu par une réaction entre l'éthylène glycol (alias éthane-1,2-diol) et le formaldéhyde (méthanal) :
D'une manière générale, les dioxolanes sont synthétisés de la même manière en particulier quand ils sont formés pour protéger une fonction oxo sous forme d'acétal cyclique. Ainsi l'éthylène glycol permet l'acétalisation des aldéhydes et la cétalisation des cétones :

## Groupe protecteur
Certains composés organiques contenant des groupes carbonyles ont besoin parfois que ces groupes soient protégés pour éviter qu'ils ne réagissent lors de réactions destinées à modifier d'autres fonction- nalités de ces composés. À cet effet, plusieurs approches de protection et de déprotection en particu- lier via des dioxolanes sont connues. Par exemple, la réduction du 4-oxocyclohexanecarboxylate de méthyle avec l'aluminohydrure de lithium (LiAlH4) génère le 4-hydroxyméthylcyclohexanol. En proté- geant la cétone par un cétal, il est possible de ne réduire que la fonction ester. Ce cétal est produit par la réaction de la molécule de départ avec l'éthylène glycol, catalysée par un acide. Puis la réduction est effectuée et finalement par déprotection par hydrolyse, la 4-hydroxyméthylcyclohexanone est obtenue :
Le Tétrakis(3,5-bis(trifluorométhyl)phényl)borate de sodium ([Na+(BArF4)−], alias "BARF") peut être aussi utilisé pour déprotéger des carbonyles sous forme de dioxolane,. Par exemple, la dépro- tection du 2-phényl-1,3-dioxolane en benzaldéhyde peut être faite dans l'eau en cinq minutes à 30 °C :
PhCH(OCH2)2   +   H2O   {\displaystyle {\ce {->[{\ce {NaBArF4}}][{\text{30 °C / 5 min}}]}}}   PhCHO   +   HOCH2CH2OH